# Бовсуни (хутір)
Бовсуни (рос. Болсуны) — колишній хутір у Жолобенській волості Новоград-Волинського повіту Волинської губернії та Гурківській сільській раді Ярунського (Пищівського) району Волинської округи.

## Населення
У 1906 році кількість мешканців становила 45 осіб, дворів — 7.
Станом на 1923 рік в поселенні налічувалося 12 дворів та 100 мешканців, у 1924 році — 108 осіб, з перевагою населення польської національности, кількість дворів — 15.

## Історія
На початку 20 століття налічувалося 9 господарств.
У 1906 році — хутір Жолобенської волості (1-го стану) Новоград-Волинського повіту Волинської губернії. Відстань до повітового центру, м. Новоград-Волинський, становила 16 верст, до волосного центру, с. Жолобне — 7 верст. Найближче поштово-телеграфне відділення розташовувалося в Новограді-Волинському.
У 1923 році увійшов до складу новоствореної Гурківської сільської ради, котра, від 7 березня 1923 року, стала частиною новоутвореного Пищівського (згодом — Ярунський) району Житомирської (згодом — Волинська) округи. Розміщувався за 16 верст від районного центру, с. Піщів, та 4 версти від центру сільської ради, с. Гурки.
Знятий з обліку до 7 лютого 1928 року.